# Chiesa di Santa Maria Assunta (Paratico)
La chiesa prepositurale di Santa Maria Assunta è la parrocchiale di Paratico, in provincia di Brescia e diocesi di Bergamo; fa parte del vicariato di Predore.

## Storia
La prima citazione di una chiesa a Paratico risale al 1260 ed è da ricercare in un documento in cui si legge che la stessa era filiale della pieve di Calepio. Ulteriori menzioni della chiesa sono contenute nella nota ecclesiarum del 1360 e in un atto del 1416.
Nel 1568, in seguito alla riorganizzazione territoriale della diocesi, la chiesa confluì nel vicariato di Calepio.
Dalla relazione della visita pastorale del 1575 dell'arcivescovo di Milano Carlo Borromeo s'apprende che la parrocchiale di Paratico aveva, come filiali, le chiesette di San Pietro, di Sant'Agostino, di Sant'Antonio e di San Silvestro e che il numero de' fedeli ammontava a circa 360.
Nell'elenco delle chiese della diocesi di Bergamo redatto nel 1666 da Girolamo Marenzi si legge che la chiesa parrocchiale paraticese era dotata di tre altari.
L'edificio, danneggiato da un incendio nel 1650, venne ingrandito in occasione del restauro condotto nel 1724.
Nel 1781 il vescovo Giovanni Paolo Dolfin annotò che nella chiesa avevano sede la confraternita del Rosario e la scuola del Santissimo Sacramento.
Grazie ad uno scritto del 1861 si conosce che, entro i confini della parrocchia di Paratico, sorgevano anche le chiesette di San Giovanni di Dio e di San Pietro Apostolo.
Il 6 agosto del 1896 fu posta dal vescovo Gaetano Camillo Guindani la prima pietra dell'attuale parrocchiale, progettata da Virginio Muzio; l'edificio venne consacrato il 10 settembre 1904 dal vescovo di Asti Giacinto Arcangeli.
Il 28 giugno 1971 la chiesa passò nella zona pastorale XIII, per poi essere aggregata il 27 maggio 1979 al vicariato di Predore.
Nel 1982 la torre campanaria venne sopraelevata.

## Descrizione

### Interno
Opere di pregio conservate all'interno della chiesa sono l'altare laterale della Madonna del Rosario, costruito nel 1724 e impreziosito dalle statue dei santi Caterina d'Alessandria e Domenico di Guzman, realizzate verso il 1763 probabilmente dalla bottega dei Fantoni, e della Madonna scolpita da Angelo Virgilio Vavassori nel 1925, l'affresco seicentesco con soggetto l'Incoronazione della Vergine, proveniente dalla precedente parrocchiale, la pala raffigurante l'Assunzione della Vergine, eseguita nel 1711 da Riccardo Simoncelli, il tabernacolo con l'immagine di Cristo risorto che appare ai santi Pietro e Paolo, opera del 1749 di Domenico Arici, e un affresco anonimo, anch'esso ereditato dalla vecchia chiesa, raffigurante la Madonna col Bambino e i santi Antonio, Bernardino e Fermo.